# Тигарден, Джек
Уэлдон Лео «Джек» Тигарден (англ. Weldon Leo "Jack" Teagarden; 1905—1964), известен также под прозвищами «Большой Ти» (англ. Big T) и «Свингующая кулиса» (англ. The Swingin' Gate) — американский джазовый музыкант, тромбонист, композитор, певец, бандлидер. Иногда называется «Отцом джазового тромбона». Участвовал в записи более чем тысячи пластинок.

## Биография
Джек Тигарден родился в Верноне, штат Техас, в семье индейца Чарльза Тигардена и голландки Хелен (Хейнгер) Тигарден. Его отец, работавший на нефтяном месторождении, был трубачом-любителем; мать была местным учителем фортепиано и играла на органе в церкви. Все дети в семье (вместе с Джеком Тигарденом ещё два брата и сестра) стали заметными музыкантами.
Первые уроки фортепиано маленький Джек получил в пять лет; приблизительно в то же время он стал изучать баритон-хорн. В семь лет музыкант переключился на тромбон. Вскоре он начал играть дуэтом с матерью в местном кинотеатре, озвучивая немые фильмы. В 1918 году, после смерти отца, семья переехала в Чаппел, Небраска, где выступления дуэтом в кинотеатре продолжались, а ещё через год семья переехала в Оклахома-Сити.
В возрасте 16 лет Джек Тигарден стал профессиональным музыкантом, присоединившись к танцевальному и джазовому оркестру Cotton Bailey’s. Первое его профессиональное выступление состоялось на концерте близ Сан-Антонио. Осенью того же года Тигарден перешёл в оркестр из Хьюстона Peck Kelley’s Bad Boys. Уже тогда Пол Уайтмен, известный банд-лидер, прослушав однажды выступление оркестра, предложил Тигардену место в своём новом оркестре в Нью-Йорке, но Джек Тигарден ещё несколько лет играл в местных группах, так с 1922 года руководил оркестром в Канзас-Сити. В 1923 году Тигарден некоторое время пытался заняться нефтяным бизнесом, но вскоре вернулся к музыке.
Впервые он попал в Нью-Йорк в 1926 году, будучи музыкантом в составе Doc Ross’s Jazz Bandits, которые проводили турне по восточному побережью. В 1927 году Тигарден переехал в Нью-Йорк. Он планировал присоединиться к оркестру Пола Уайтмена, но случилось, что музыкант вперёд услышал оркестр барабанщика Бена Поллака, и после двух месяцев, проведённых в Tommy Gott Orchestra Teagarden, присоединился к Поллаку, вытеснив с места первого тромбона Глена Миллера. Впервые Тигарден записался в 1927 году с Kentucky Grasshoppers, группой-«филиалом» оркестра Поллака. В дальнейшем Тигарден выступал с многими музыкантами, например с Полом Уайтменом, с гитаристом Эдди Кондоном, трубачами Луи Армстронгом и Биксом Байдербеком, Бобом Кросби и многими другими.

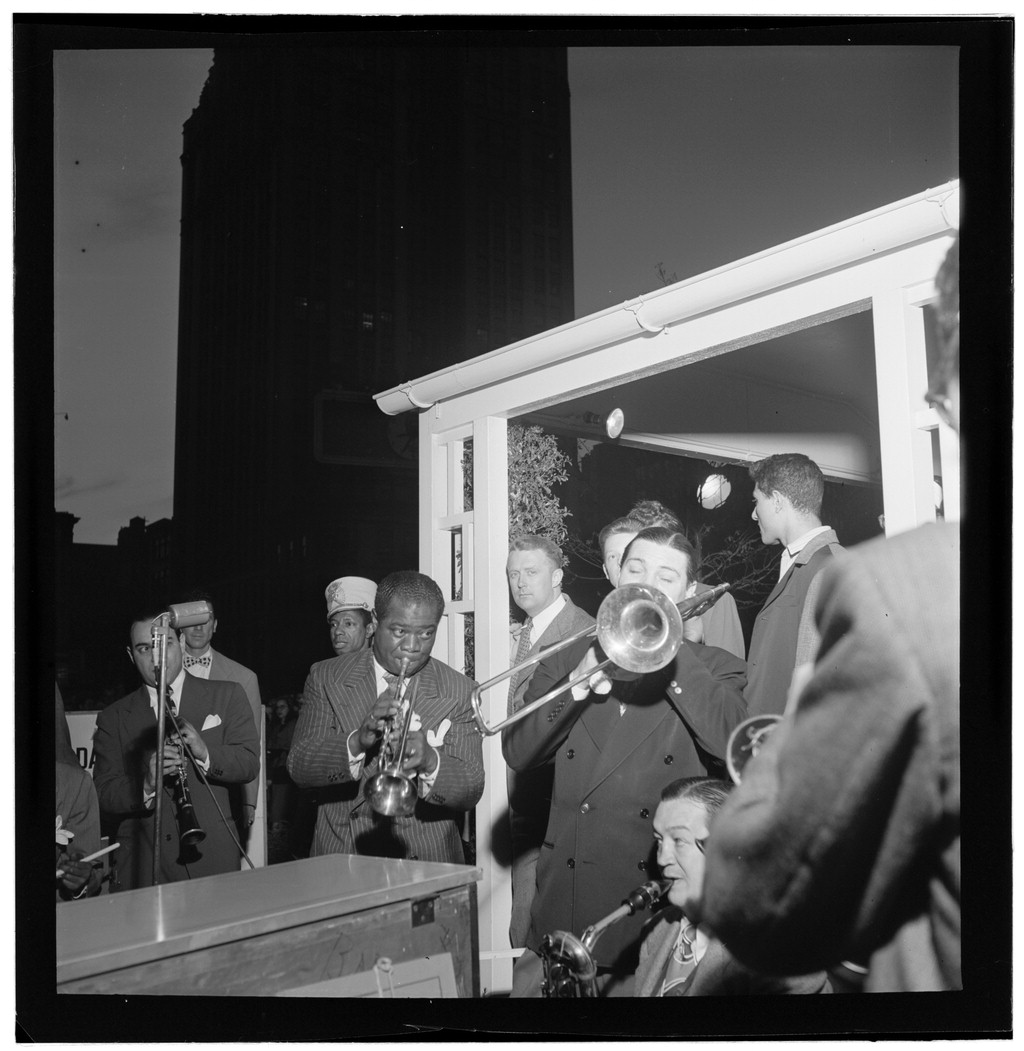
Джек Тигарден играет с Луи Армстронгом

В начале 1930-х Тигарден обосновался в Чикаго, где играл в нескольких оркестрах. В 1933 году Тигарден, испытывая финансовые трудности, после недолгого пребывания в группе Мала Хэллетта, подписал пятилетний контракт с оркестром Пола Уайтмена и до 1939 года выступал и записывался в его составе. В 1939 году Тигарден ушёл от Уайтмена и организовал собственный коллектив, который, однако, не имел коммерческого успеха, и в 1947 году был распущен. Уже с 1946 года Тигарден присоединился к коллективу Луи Армстронга Louis Armstrong’s All Stars и выступал с ним до 1951 года. В 1951 году, вместе с пианистом Эрлом Хайнсом организовал собственный коллектив. В 1957—1959 годах с этим коллективом он гастролировал по Азии, по поручению Государственного Департамента США.
В начале января 1964 года он был вынужден прервать концерт в Новом Орлеане из-за проблем со здоровьем. Он посетил больницу, но после этого был найден мёртвым в гостиничном номере. Смерть наступила из-за пневмонии, развившейся на фоне болезни печени. Джек Тигарден был похоронен в Лос-Анджелесе.

## Личная жизнь
Был женат несколько раз. В первый раз женился в 1923 году, от брака имел двух сыновей, впоследствии развёлся. В 1930-е был дважды женат. В 1942 году женился в четвёртый раз, в браке родились трое детей и кроме того, ещё один был усыновлён.

## Стиль
В его время джазовые тромбонисты играли в трёх стилях. Оркестры Нового Орлеана играли в нижних регистрах в стиле глиссандо «слер-энд-смир». Некоторые из музыкантов (Мифф Моули, Томми Дорси и другие) разрабатывали светлый по колориту, быстрый, высокотехничный стиль стаккато. Джимми Харрисон работал в стиле легато, который со временем и станет основным в развитии джазового тромбона. Среди белых тромбонистов Тигарден был первым, кто смог понять суть негритянской музыки и манеру исполнения. Не умея, как например Армстронг или Байдербек, создавать мелодии с развитой драматургией, тем не менее Тигарден безупречно понимал джаз во всём остальном, обладая развитым чувством свинга. В его исполнении никогда не было ровных восьмых длительностей: всегда присутствовал офф-бит. Тигарден почти не использовал сурдину, а приглушал звук с помощью изобретённого им приёма: он снимал раструб тромбона и на трубку надевал обычный стакан. Часто такой приём музыкант использовал для пьес в миноре («Tailspin Blues», «Makin’ Friends»), где тромбон звучал загадочно и пугающе. Манера игры Тигардена определяется чаще всего как «ленивая», «податливая», «сексуальная». В немалой степени Тигарден был самоучкой и разработал множество необычных альтернативных позиций и новые спецэффекты на тромбоне. Часто музыкант считается самым инновационным джазовым тромбонистом эпохи пред-бибопа. В частности, отмечают его соло в высоких регистрах, отсутствие строгого музыкального размера исполняемых соло, использование в игре трели губами. Его вклад заключается и в том, что тромбон в оркестре с его традиционных вторых ролей перешёл в группу солирующих инструментов. Наиболее яркой отличительной чертой музыканта была его способность вставлять блюз или просто несколькими нотами придать любой части мелодии «blue feeling».. Он вообще был одним из первых музыкантов, которые начали использовать блюзовые ноты в джазе. По мнению критиков «Его созидательное чувство безошибочно, что в ритме, что в гармонии — всё вместе, и эта креативность выше всяких похвал».
Кроме того, что Джек Тигарден был выдающимся тромбонистом, он ещё был незаурядным джазовым певцом, ведущим из белых певцов в джазе. Грубоватым, слегка гнусавым голосом с типичным южным акцентом он нередко исполнял сентиментальные мелодии, весьма убедительно исполнял традиционный блюз. Как отмечали критики ещё в 1960 году, его голос — это «нечто среднее между сильным растягиванием слов и простой зевотой. Его пение кривое, но эмоциональное и опять же, по-настоящему ленивое».. Будучи исполнителем, записал несколько хитов: I’m Coming Virginia, Aunt Hagar’s Blues, The Sheik Of Araby, Stars Fell On Alabama, Basin Street Blues.
Джек Тигарден является автором и соавтором нескольких произведений: I've Got 'It с Дэвидом Роузом, Shake Your Hips, Big T Jump, Swingin' on the Teagarden Gate, Blues After Hours, A Jam Session at Victor, It's So Good, Pickin' For Patsy с Аланом Россом, Texas Tea Party с Бенни Гудманом, I'm Gonna Stomp Mr. Henry Lee с Эдди Кондоном, Big T Blues, Dirty Dog, Makin' Friends С Джимми МакПартландом, That's a Serious Thing и Jack-Armstrong' Blues с Луи Армстронгом.
Необходимо отметить также работу музыканта в кино. Он снялся в четырёх художественных фильмах: Birth of the Blues (1941), The Strip (1951), The Glass Wall (1953) и Jazz on a Summer's Day (1960)
Харуки Мураками включил Джека Тигардена в первую книгу Джазовых портретов, сказав что «Тигардена хочется слушать вновь и вновь. Пожалуй, в наши дни столь интимного джаза уже не услышишь».

## Награды
- 1944: премия джазового музыканта года по версии Esquire
- 1957—1960: входил в состав символической All Star Band по версии Playboy
- 1969: введён в Зал славы джаза по версии журнала Down Beat
- 1985: введён в Зал славы джаза